# Guðbrandsbiblía
Guðbrandsbiblía – pierwszy przekład Biblii na język islandzki. Tłumaczenie zostało wydane w roku 1584 przez luterańskiego biskupa Hólaru Guðbrandura Þorlákssona.
Pełny tytuł: Biblia þad er Øll heilog ritning, vtlögd a norrænu. Med formalum doct. Martini Lutheri. Prentad a Holum/Af Jone Jons Syne.

## Historia
W skład przekładu wszedł Nowy Testament w tłumaczeniu Oddura Gottskálkssona oraz Stary Testament biskupa Guðbrandura Þorlákssona. Tłumaczenie Nowego Testamentu zostało dokonane w tajemnicy przed ostatnim katolickim biskupem Hólaru Jónem Arasonem i wydane w roku 1540 w Danii.
Biblia Gudbrandura składa się z 662 kart folio, każdy o wymiarach 29×19 cm. Zawiera przypisy i uwagi marginesowe. Wydrukowanie przekładu zajęło siedmiu mężczyznom dwa lata. Pierwsze wydanie miało 500 egzemplarzy, z czego w Islandii zachowało się od 30 do 40 kopii (jedna trzecia jest własnością prywatną). Nie wiadomo, ile kopii zachowało się poza Islandią.
Księga została podzielona na trzy części, część historyczna Starego Testamentu (ff. 6 + 295), następnie Prorocy (ff. 4 + 192) i Nowy Testament (ff. 1 + 123 + 1). Do oprawienia zatrudniono introligatora z zagranicy, który oprawił połowę wydrukowanych egzemplarzy. Kolejne 120 egzemplarzy w celu oprawienia wysłano do Kopenhagi, a resztę przydzielono Islandczykowi, który nauczył się oprawiania książek od zatrudnionego obcokrajowca. Księga była droga – jej cena odpowiadała wartości dwóch do trzech krów. Każdy kościół lokalny został zobowiązany do zakupu egzemplarza tej Biblii, (zakup był dotowany z fundacji królewskiej utworzonej przez króla duńskiego, który wszystkie parafie w Islandii obłożył specjalnym podatkiem).
Guðbrandsbiblía, podobnie jak większość książek na Islandii w tamtym czasie, została wydrukowana szwabachą. Litery są wyraźne, a większość druku została bardzo dobrze wykonana. Jest uznawana za przykład nowoczesnego wydawnictwa islandzkiego w swoich czasach. Przekład zawiera 29 drzeworytów (dwa zostały drukowane dwukrotnie). Drzeworyty biskup Guðbrandur Þorláksson nabył z zagranicy. Posiada zdobione inicjały oraz ornamenty, które zostały wykonane przez samego Guðbrandura Þorlákssona.
Guðbrandsbiblía pomogła zapewnić ciągłość języka islandzkiego i literatury islandzkiej do naszych czasów.
Faksymile Guðbrandsbiblía ukazały się dwukrotnie – w latach 1956–1957 i ponownie w roku 1984.